# Osthoffen
Osthoffen település Franciaországban, Bas-Rhin megyében. Lakosainak száma 809 fő (2022. január 1.). Osthoffen Furdenheim, Ergersheim, Breuschwickersheim, Dahlenheim, Ernolsheim-Bruche, Handschuheim és Ittenheim községekkel határos.

## Népesség
A település népességének változása:
| Lakosok száma | 902  | 586  | 403  | 408  | 683  | 834  | 825  | 820  | 811  | 809  |
|               | 1841 | 1911 | 1961 | 1975 | 1999 | 2015 | 2017 | 2018 | 2020 | 2022 |